# Elías Bentín Peral
Elías Bentín Peral, fue un ingeniero y empresario peruano. Nació el 4 de marzo de 1930 en París, Francia y murió el 3 de junio de 2016 en Lima. Fue hijo de Elías Bentín Mujica y de Rosa Peral. Nieto de Ricardo Bentín Sánchez, defensor de la patria en la guerra con Chile, diputado, presidente de la Cámara de Diputados y vicepresidente de la república del Perú. Sobrino de Ricardo Bentín Mujica, empresario, quien peruanizo la cervecería Backus y Johnston en 1954. Elías Bentín estudio en el colegio Santa María y obtuvo el título de ingeniero agrónomo por la Universidad Agraria La Molina. Se casó con Ida Gandini Cassaretto con quien tuvo cinco hijos (Eduardo, Elías Ricardo, Juana María Soledad, Ximena y Pedro).
Después de terminar la universidad administro la hacienda Maraca, del departamento de Huánuco y, luego, fue supervisor  de agricultura en Maltería Lima. En 1965 empezó a laborar en la Cervecería Backus y Johnston, donde ocupó cargos de director de Suministros, gerente general, director gerente general y presidente. También fue director del Banco de Crédito del Perú (BCP) y presidente de Del Mar, Agroindustrias Backus, Cervecería San Juan, Industrias del Envase y Corporación Backus. Su dirección en estas empresas, especialmente en la Cervecería Backus y Johnston, fue productiva. Consciente del interés de la capacitación de los trabajadores, inició varios programas, comenzando por erradicar el analfabetismo para después proporcionarles cursos especializados. En su gestión, la intervención de Backus en el mercado peruano aumentó considerablemente, llegando al 60%, transformando a esa cervecera en la primera industria del Perú. A través de la Fundación Backus, corporación sin fines de lucro que desde el año 2003 encamina varios aportes hacia el crecimiento de programas de proyección social en temas como la ecología, salud y educación. Como filántropo entre sus funciones apoyo a la reproducción de la pava aliblanca en Cautiverio, así como su reintroducción a su hábitat, ya que fue considerada extinta desde 1877 a 1977 tras su redescubrimiento.
Fue en representación de las empresas que dirigía- uno de los famosos “doce apóstoles” originales, un grupo de los principales empresarios que se juntaron durante la primera mitad del gobierno de Alan García 1985-1990 para defender los intereses de la industria y el comercio y que luego tuvieron un desencuentro con García por sus políticas económicas a partir de la estatización de la banca en 1987. 
A la muerte de Ricardo Bentín Mujica en 1979, Elías se encargó de manejar el grupo empresarial y los intereses de diversos accionistas, pasando por momentos cruciales de la economía peruana. Participó activamente en la compra de las cervecerías Pilsen y luego Cusqueña, consolidando el negocio cervecero para a principios del siglo XXI liderar la venta de la empresa a grandes capitales trasnacionales que se interesaron en la compra del negocio como parte de una agresiva campaña regional de fusiones y adquisidores en este rubro. Bentín procuró que todos los accionistas minoritarios recibieran el mismo precio que los grandes accionistas de la empresa. Así en 2002 lideró exitosamente la venta de la corporación que dirigía. Bentín -al frente del paquete accionariado de su familia y allegados- vendió su participación en Backus a la Organización Cisneros, bajo su mando también el grupo Brescia vendió su participación a la Cervecería Bavaria. Antes el grupo venezolano Polar había comprado el paquete accionariado del Grupo Romero. Posteriormente Bavaria compraría a todos y en 2005 vendería la empresa a la multinacional británica-sudafricana SABMiller.  
Fue también durante un corto tiempo presidente de la empresa estatal Induperu en el gobierno militar de 1968-1975. En el año 2000 recibió el premio IPAE, importante galardón peruano que desde 1961 reconoce a un líder empresarial por su gran trayectoria profesional y desarrollo del país. Como filántropo apoyó al club de futbol de la primera división Sporting Cristal que llegó a la final de la Copa Libertadores de América en 1997 obteniendo el subcampeonato, fomentando asimismo la importante labor de su prima Catalina Bentín Grande, en las divisiones menores del club, semillero de futbolistas históricos del fútbol peruano.

## Premio
- Premio IPAE 2000